# Die schönen Tage
Die schönen Tage (Originaltitel: Les beaux jours) ist ein französischer Spielfilm von Marion Vernoux mit Fanny Ardant und Laurent Lafitte. Der Film wurde nach dem Roman Une jeune fille aux cheveux blancs von Fanny Chesnel  gedreht und kam am 19. September 2013 in die deutschen Kinos.

## Handlung
Der Film spielt an der französischen Kanalküste: Caroline hat ihren Beruf als Zahnärztin altershalber an den Nagel gehängt. Da sie nun viel Zeit hat, haben ihre Töchter ihr einen Schnupperkurs beim Senioren-Freizeitklub Die schönen Tage geschenkt. Der Schauspielkurs hat ihr nicht gefallen; deshalb besucht sie einen Computer-Kurs. Obwohl sie verheiratet ist, verliebt sie sich in den wesentlich jüngeren Dozenten Julien. Sie lieben sich in seiner Wohnung und in den Räumen des Klubs. Julien gesteht ihr, dass er als Junge in ihre Praxis kam, um sie im Arztkittel zu sehen.
Carolines Mann Philippe, gleichfalls Zahnarzt, entdeckt ihre Affäre bald und zieht in ein Hotel. Derweil will Caroline mit Julien nach Island reisen. Als sie auf dem Flughafen auf den verspäteten Flug warten müssen und Julien die Bekanntschaft einer jüngeren Frau macht, wird Caroline klar, dass ihre Beziehung zu Ende geht. Julien fliegt ohne sie. Bei einem Strandausflug mit den anderen Kursteilnehmern aus dem Seniorenklub finden Caroline und Philippe wieder zusammen.

## Kritiken
Für Cinema war Die schönen Tage „romantisch und realistisch zugleich: die unaufgeregte Chronik einer stürmischen Affäre“. Der Spiegel konstatierte, dass sich Regisseurin Vernoux an Hauptdarstellerin Fanny Ardant scheinbar nicht sattsehen könne: „Exzessiv folgt sie ihrer erst so leblosen, dann durch radikale Hingabe wiedererweckte[n] Heldin bei langen einsamen Strandspaziergängen. Der Ton bleibt leicht, die Sonne über dem Meer zeigt Ardants Gesicht in den leuchtendsten Farben.“ Oliver Armknecht vergab auf film-rezensionen.de 7 von 10 Punkten und lobte den Film als schön bebildertes Drama, das von Liebe im Alter und Liebe im Allgemeinen erzähle und mit heiterem Ton dazu ermuntere, sich immer wieder neu zu finden.